# William Butler (Politiker, 1790)
William Butler (* 1. Februar 1790 bei Saluda, Saluda County, South Carolina; † 25. September 1850 in Fort Gibson, Oklahoma) war ein US-amerikanischer Politiker. Zwischen 1841 und 1843 vertrat er den Bundesstaat South Carolina im US-Repräsentantenhaus.

## Werdegang
William Butler war der Sohn des gleichnamigen William Butler (1759–1821), der zwischen 1801 und 1813 den Staat South Carolina im Repräsentantenhaus vertreten hatte. Sein Bruder Andrew (1796–1857) war US-Senator; ein anderer Bruder, Pierce (1798–1847) war Gouverneur von South Carolina. US-Senator Matthew Calbraith Butler (1836–1909) war sein Sohn.
Der jüngere William Butler besuchte die öffentlichen Schulen seiner Heimat und studierte danach bis 1810 am South Carolina College, der heutigen University of South Carolina. Nach einem Medizinstudium begann er als Arzt zu arbeiten. Während der Schlacht von New Orleans war er Militärarzt. Bis 1820 war Butler Mitglied der US-Marine. Danach praktizierte er als Arzt. Seit 1825 übte er diese Tätigkeit in Greenville aus.
Butler war Mitglied der Whig Party, als deren Kandidat er 1840 im zweiten Wahlbezirk von South Carolina in das US-Repräsentantenhaus in Washington, D.C. gewählt wurde. Dort trat er am 4. März 1841 die Nachfolge von John Campbell an. Bis zum 3. März 1843 absolvierte er nur eine Legislaturperiode im Kongress. In dieser Zeit wurde dort über einen Anschluss der seit 1836 selbständigen Republik Texas diskutiert. Von 1849 bis zu seinem Tod im Jahr 1850 in Fort Gibson, das damals im Indianergebiet lag, war William Butler als Unterhändler der Cherokeeindianer tätig. Er war seit 1819 mit Jane Tweedy Perry verheiratet. Er war Sklavenhalter.